# Пилава (Војводство мазовско)
Пилава (пољ. Pilawa) град је у Пољској у Војводству мазовском. По подацима из 2012. године број становника у месту је био 4374.

## Становништво
| 2012. |
| ----- |
| 4.374 |